# Sybra cylindraceoides
Sybra cylindraceoides es una especie de escarabajo en la familia Cerambycidae. Fue descrito por Breuning en 1970.